# Schmidt Ferdinánd
Schmidt Ferdinánd József (Sopron, 1791. február 20. – Ljubljana, 1878. február 16.) entomológus, barlangbiológus, kereskedő.

## Élete
Apja dohánygyáros és kiskereskedő volt. Miután elemi iskoláit bevégezte, szülei Babótra vitték a magyar nyelv megtanulása végett. Egy év múlva a bécsi nevelőintézetben tanulta a karton-festészetet két évig. Pozsonyban is tanult. 1803-ban, anyja halála után, átvette a kereskedést, ahol 1809-ig kiképezte magát; mely évben mint önkéntes belépett a császári és királyi hadseregbe és Felső-Magyarországra vezényelték, ahonnét 1812-ben elbocsátották. A kereskedői pályára visszatérve, Magyarország több városában: Veszprémben, Pesten, Pozsonyban mint segéd szolgált; míg végül 1814 májusában Ljubljanába érkezett, ahol üzletvezetőnek belépett egy vegyeskereskedésbe, majd utazókereskedő lett; végül Pessiak tekintélyes ljubljanai kereskedőnél volt üzletvezető. 1819-ben saját fűszer- stb. kereskedést nyitott. Miután meggazdagodva, saját házába költözhetett, néhány évi kereskedés után nyugalomba vonult és a rovartani kutatásoknak, a város felvirágoztatásának és a szegények megsegítésének szentelte életét. 1824-ben a frauendorfi kertészeti társulat választotta tagjának. A füvészet és kertészet mellett az entomológiát is művelte; rovargyűjteménye nagy hírre emelkedett. Az európai természettudósok társaságai, csaknem kivétel nélkül tagjuknak választották, így a moszkvai, stettini, nürnbergi, altenburgi, hallei, nagyszebeni, pesti stb. társaságok. 1834. október 19-én sikerült neki Ljubljanában kereskedő-tanintézetet és 1836-ban kereskedők betegsegélyző-intézetet létesítenie, mely utóbbinak elnöke volt. A császári udvar a kereskedés és az ipar előmozdítása érdekében végzett munkáját 1839-ben határozatban ismerte el, majd midőn 1869. október 19-én házasságának arany-jubileumát ülte, a császár 1869-ben koronás arany érdemkereszttel tüntette ki, Laibach városa pedig díszpolgárrá választotta.

## Tudományos munkássága
Szlovénia barlangjaiban végzett biológiai kutatásairól német nyelven főként osztrák szaklapokban publikált. Egész életén át szoros kapcsolatot tartott hazánk szakmai intézményeivel, szakembereivel. Gyűjteményéből számos ritkaságot adott át; így elsőként jutott barlangi gőte hazai közgyűjteménybe. 1847 augusztusában Sopronban részt vett a Magyar Orvosok és Természetvizsgálók VIII. vándorgyűlésén, ahol beszámolt kutatásainak eredményeiről, a barlangi változányról (Proteus anguinus), valamint több újonnan felfedezett barlangi rovarról. A magyar nyelven megtartott előadás szövege 1863-ban nyomtatásban is megjelent.
A német természettudományi cikkeiről és felfedezéseiről Wurzbach bőven emlékezik meg. Cikkei a M. orvosok és természetvizsgálók Munkálataiban (VIII. 1863. A barlangi változányról, Proteus angvinus, Több újonnan felfedezett barlangi rovarról.)

## Munkája
- Systematische Verzeichniss der in der Provinz Krain vorkommenden Land-Süsswasser-Conchylien, mit Angabe der Fundörte. Laibach, 1847.